# Diga dell'Alto Temo
La diga dell'Alto Temo è uno sbarramento artificiale situato alle falde del monte Airadu, in territorio di Monteleone Rocca Doria, città metropolitana di Sassari.
Eseguita su progetto redatto dall'ingegnere Giorgio Pietrangeli, l'opera è stata realizzata tra il 1971 e il 1984.
Lo sbarramento è una diga muraria a gravità a speroni che interrompendo il corso del fiume Temo dà origine al lago dell'Alto Temo; comprese le fondamenta ha un'altezza di 58 metri e sviluppa un coronamento di 205 metri a 228 metri sul livello del mare.

Alla quota di massimo invaso, prevista a m 226 s.l.m., il bacino generato dalla diga ha una superficie dello specchio liquido di circa 4,990 km² mentre il suo volume totale è calcolato in 95,70 milioni di m³. La superficie del bacino imbrifero direttamente sotteso risulta pari a 145 km².
L'impianto, di proprietà della Regione Sardegna, fa parte del sistema idrico multisettoriale regionale ed è gestito dall'Ente acque della Sardegna.

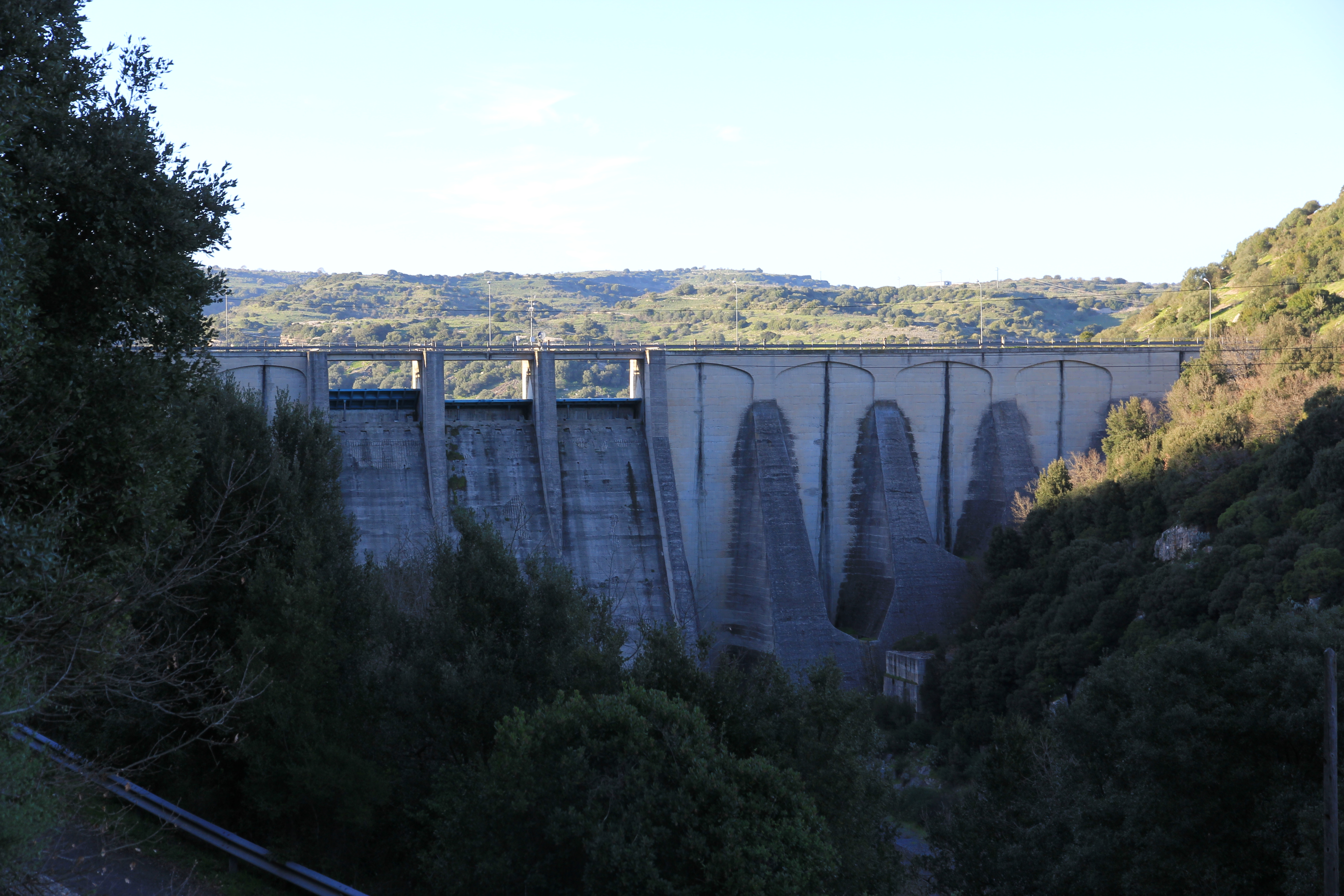